# Вавра Гаштальский, Винцент
Винцент Вавра Гаштальский (чеш. Vincenc Vávra Haštalský; 4 октября 1824, Прага — 6 августа 1877, там же) — чешский публицист, журналист, переводчик, редактор, политический деятель, активист национального возрождения, революционер.

## Биография
Сын мельника. Обучался на философском, затем на юридическом факультете Пражского университета. Сотрудничал с журналами «Кветы» и «Чешская пчела» («Česká včela»). Принял участие в работе нелегального объединения Repeal, направленного на развитие демократии и распространение запрещённой литературы.
Представитель радикальных демократов. Начиная с 1847 года принимал деятельное участие в борьбе чехов с австрийским правительством из-за чешской автономии и прав «короны святого Вацлава». Активный участник Революции 1848—1849 годов. Был капралом Вооруженного корпуса Svornost и секретарём демократической ассоциации «Славянская липа» («Slovanská lípa»), целью которой была борьба за национальное возрождение, укрепление национального сознания и славянской взаимопомощи.
После революционных событий был арестован. В 1849 году, когда Кромержижский сейм был распущен императором Францем Иосифом I и когда была издана жалованная конституция, В. Вавра Гаштальский занялся журналистикой, был соредактором газеты «Noviny Lipy Slovanské».
В декабре 1850 года вновь арестован, а в апреле 1854 года заключён в тюрьмы Градчан и Мукачево. Пробыл в тюрьме до 1860 г. После освобождения жил под надзором полиции, переводил пьесы и работал в юридической фирме.
Позже вернулся в журналистику в качестве соредактора журналов «Čas», «Hlas», которую в 1865 г. соединил с печатным органом младочехов «Národní listy».
Прославился переводами на чешский язык произведений Виктора Гюго и трагедий Шиллера. Посмертно вышли его мемуары «Zápisky starého osmačtyřicátníka» (1889).